# Amyttella
Amyttella is een geslacht van rechtvleugeligen uit de familie sabelsprinkhanen (Tettigoniidae). De wetenschappelijke naam van dit geslacht is voor het eerst geldig gepubliceerd in 1965 door Beier.

## Soorten
Het geslacht Amyttella omvat de volgende soorten:
- Amyttella manuata Beier, 1965
- Amyttella pusilla Beier, 1965
- Amyttella pusillula Beier, 1965